# Лиутпранд Кремонский
Лиутпранд Кремонский (лат. Liutprandus Cremonensis, тж. Liudprandus, Liuprandus, Liuto, Liuzo, около 920 — ок. 972) — средневековый итальянский дипломат, политический деятель, историк и писатель, епископ Кремоны. Работал в канцелярии короля Италии Беренгара II и при дворе короля Германии и императора Священной Римской империи Оттона I, несколько раз путешествовал в Византию в составе дипломатических миссий.
Известен в первую очередь как автор трёх трудов: «Антаподосис», «Деяния Оттона» и «Посольство в Константинополь к императору Никифору Фоке». В этих сочинениях Лиутпранд описывает историю IX—X веков в Италии, Германии, Византии и других регионах, описывает свои путешествия и происходящие вокруг него события. Труды Лиутпранда считаются важными источниками по истории X века, несмотря на его открыто предвзятое отношение к окружающим историческим личностям.

## Биография
Родился около 920 года в знатной семье лангобардского происхождения, вырос в Павии. Его отец был влиятельным чиновником при дворе, в 927 году поехал в Византию в качестве посла Гуго Арльского, короля Италии, и умер вскоре после возвращения из путешествия. В 931 году Лиутпранд был отправлен ко двору Гуго и завоевал его расположение, был принят певчим в королевскую капеллу. После получения церковного образования при дворе Лиутпранд становится клириком, а затем дьяконом в Павии. В 942—943 отчим Лиутпранда тоже побывал в Константинополе во главе итальянского посольства.
В 945 году маркграф Ивреи Беренгар II изгнал Гуго и, став фактическим правителем Италии, взял Лиутпранда на работу в своей канцелярии. В течение нескольких лет Беренгар демонстрировал благосклонное отношение к нему. В 949 году он отправил Лиутпранда в составе посольства в Византию, ко двору императора Константина VII Багрянородного. Там Лиутпранд изучал греческий язык и быт византийцев, от которого, по собственным словам, остался в восхищении. Через некоторое время после возвращения из посольства Лиутпранд переехал в Германию, ко двору короля Оттона I Великого — видимо, из-за конфликта с Беренгаром, который к тому времени стал королём де-юре. По предположению историка Николаса Штаубаха, Лиутпранд перешёл на сторону Оттона ещё в 951 году, когда тот начал войну с Беренгаром в Италии — это бы объяснило, почему Беренгар впоследствии негативно относился к Лиутпранду, а тот в своих сочинениях не упоминал о причинах такого отношения.

В Германии Лиутпранд познакомился с Рецемундом, секретарём Абд ар-Рахмана III, халифа Кордовы — Рецемунд в 956 году находился при дворе Оттона в качестве посла халифа. По его совету Лиутпранд, вероятно, стремясь произвести впечатление на Оттона, начал писать хронику политических событий Европы, позже названную Antapodosis (с лат. — «Воздаяние»), в которой изложил подробности путешествия в Византию и причины своего негативного отношения к Беренгару. В это время он также написал свой единственный известный религиозный текст — «Пасхальную гомилию».

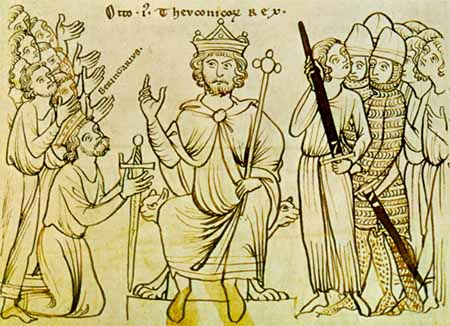
Оттон I после победы над Беренгаром II

В 961 году Оттон I захватил Италию, окончательно свергнув Беренгара, и назначил Лиутпранда епископом Кремоны, а сам через год был коронован как первый император Священной Римской империи. Таким образом Лиутпранд вернулся в Италию и на посту кремонского епископа в течение нескольких лет активно занимался политикой, принимая участие в дипломатических миссиях. В 963 году Лиутпранд возглавил посольство к папе Иоанну XII по поводу его конфликта с Оттоном, пытаясь убедить того прекратить вражду с императором и отказаться от сотрудничества со сверженным Беренгаром II. Иоанн встретил миссию враждебно, а когда Оттон осадил Рим, бежал из города. Оттон I созвал собор епископов, на котором Лиутпранд был фактически переводчиком императора, так как тот умел говорить только по-саксонски. По решению собора Иоанн был заочно низложен, а папой стал Лев VIII. Конфликт Оттона с Иоанном Лиутпранд описал в своём труде «Деяния Оттона». Вскоре Лев VIII умер, и в 965 году Лиутпранд вновь отправился в Рим в качестве посланника Оттона с аналогичной целью; новым папой был избран Иоанн XIII. В 967 году Лиутпранд стал участником Равеннского собора и коронации будущего императора Оттона II Рыжего, сына и наследника императора.
В 967 году Оттон I, воспользовавшись походами византийского императора Никифора II Фоки против сарацин, захватил его владения на юге Италии. В ответ на предложение Никифором мирного договора Оттон предложил заключить династический брак между Оттоном II и Анной, дочерью предыдущего византийского императора Романа II Лакапина. В 968 году Лиутпранд возглавил дипломатическую миссию в Константинополь, целью которой были переговоры о браке. Никифор ответил на предложение Оттона отказом и, по описанию Лиутпранда, оказал посольству недружелюбный приём. Эти события стало основой повествования сочинения Лиутпранда «Посольство в Константинополь к императору Никифору Фоке» (лат. Relatio de legatione Constantinopolitana ad Nicephorum Phocam).
В последние годы своей жизни Лиутпранд продолжал активно участвовать в политической и религиозной жизни Италии. Известно, что в 969 году он присутствовал при подписании акта о возведении диоцеза Беневенто в архиепископство, участвовал в соборе в Милане о присоединении епископства Альба к диоцезу Асти. В 970 году в Ферраре он возглавил разбирательство о признании юрисдикции Равеннского архиепископа над некоторыми спорными территориями.
Последние точные сведения о пребывании Лиутпранда в Кремоне датируются 970 годом. По другим, менее достоверным сведениям, в это время он участвовал в ещё одном византийском посольстве, которое должно было привезти из Константинополя Феофано, племянницу нового императора Иоанна I Цимисхия, будущую невесту Оттона II. Согласно преданию, Лиутпранд умер либо по пути в Константинополь, либо вскоре по возвращении на родину; точные дата и место его смерти неизвестны. Документ от 972 года подтверждает передачу земель Лиутпранда другому человеку; известно, что уже в 973 году епископом Кремоны является его преемник Ульрих.

## Личность
Многие историки считали Лиутпранда убеждённым мизогином из-за его жёстких шуток и историй о женщинах. Некоторые оспаривали эту точку зрения, считая, что такие фрагменты, направленные то против жительниц Византии, то против Виллы Тосканской, жены Беренгара II, отражают скорее не отношение Лиутпранда к женщинам в целом, а его политические взгляды. Историк Джозеф Беккер сомневался в искренности религиозных чувств Лиутпранда, но после открытия «Пасхальных гомилий» такие сомнения считаются неубедительными. Многие детали биографии Лиутпранда известны только по его сочинениям; таким образом, проверить их достоверность не представляется возможным. Известно, что он был высокообразован, хорошо знал произведения античных классиков, например, поэзию Горация, Вергилия, Овидия, Марка Марциала, Луция Сенеки и других, прозаические тексты Цицерона, Плиния Младшего, Аврелия Августина, Платона и других, и много цитировал их в своих трудах. Лиутпранд хорошо владел современным ему среднегреческим языком, а также в некоторой степени древнегреческим.

## Литературная деятельность
Лиутпранд начал писать при дворе императора Оттона I — либо во время досуга, либо по заказу императора. Всего он написал три произведения, в которых описывал близкие ему политические и исторические события, в том числе собственные свидетельства. Все три сочинения он не успел закончить при жизни. Эти тексты признаны важными источниками по истории Европы X века, несмотря на то, что в своём повествовании Лиутпранд зачастую оказывается предвзят, восхваляя своих сторонников (чаще всего Оттона) и ярко критикуя противников. Также известен один религиозный текст Лиутпранда — «Пасхальная гомилия». Все его сочинения написаны на латыни, некоторые содержат вставки на греческом. До XX века Лиутпранду также ошибочно приписывали сочинения Adversaria, Chronicon, 606—960 и Opusculum de vitis Romanorum pontificum.
В трудах Лиутпранда, как и в других европейских произведениях того времени, можно встретить известные средневековому читателю мотивы и тропы, отсылки к классическим сочинениям авторов прошлого и тексту Библии.
В своих историографических сочинениях Лиутпранд часто рисует образ Оттона как могущественного императора. В тексте «Антаподосиса» несколько раз описывается римский ритуал deditio (с лат. — «капитуляция»), в котором непокорные вассалы просят прощения у Оттона. В отличие от других авторов своего времени, Лиутпранд делает акцент не на символическом примирении подданного с императором, а на унижении, которое при этом испытывает подданный, таким образом, выстраивая образ императора не как «милосердного», а как «карающего» правителя.
Единственная дошедшая до наших дней рукопись «Антаподосиса» была сделана в X веке и принадлежала епископу Аврааму из Фрейзинга, современнику Лиутпранда. Ему же принадлежит рукопись «Пасхальных гомилий», найденная в 1980-х.

### Антаподосис

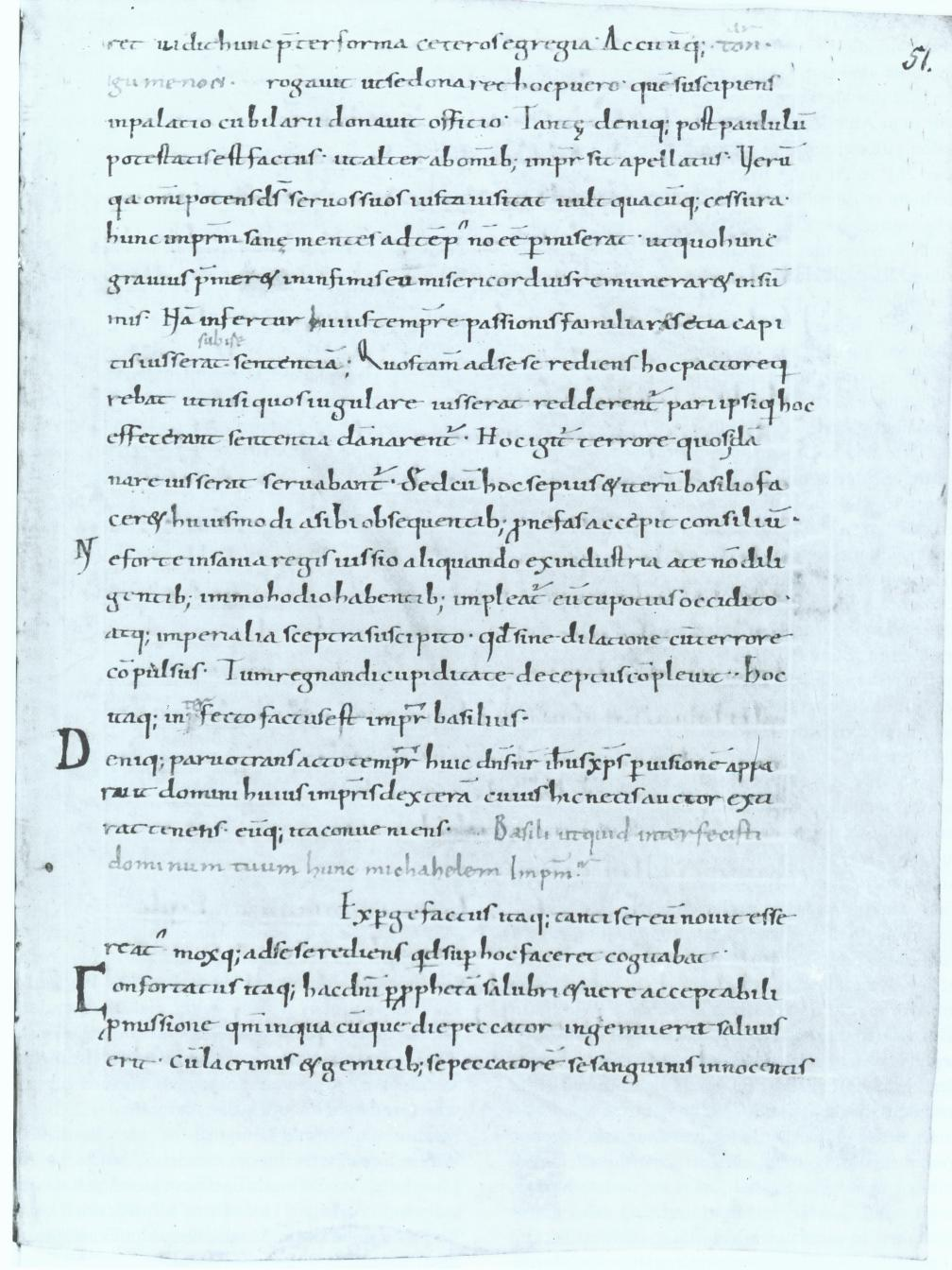
Лиутпранд Кремонский, Антаподосис (отрывок из III, c. 32—34)

«Антаподосис» (Antapodosis, также Antapodosis sive Res per Europam gestæ, Liber Antapodoseos с лат. — «Воздаяние») — главный труд Лиутпранда, одно из самых ранних известных произведений оттоновской литературы и единственное, затрагивающее события до коронации Оттона I. Это сочинение в шести книгах, которое Лиутпранд писал в 958—962 годах, представляет собой историческую хронику, охватывающую примерно 887—950 годы, с частыми автобиографическими вставками. Основные темы сочинения — критика Беренгара II, восхваление Оттона I и других саксонских правителей, оправдание захвата Италии Оттоном, описание упадка института папства. Лиутпранд также уделяет внимание рассказу о Византии; упоминается поход киевского князя Игоря на Константинополь в 941 году.
Изначальное название «Антаподосиса» — Gesta regum ac principum totiaes Europae (с лат. — «Хроника королей и князей всей Европы»). Лиутпранд начал писать его во Франкфурте в 958 году по просьбе Рецемунда. По задумке это сочинение должно было описывать современные Лиутпранду политические события на всех европейских землях. Однако Лиутпранд не упоминает в нём, например, никакие события из истории Испании и Англии, практически ничего не пишет о франках — возможно, в силу недостаточной для работы такого масштаба эрудиции. По другой версии, Лиутпранд исключает некоторые народы из нарратива намеренно, считая их язычниками, неважными для повествования об истории великих империй. Тем не менее, для сочинения X века географический охват повествования «Антаподосиса» является исключительным.
Лиутпранд уделяет внимание борьбе европейских монархов с мадьярами в первой половине X века, описывая последних как воинственных и жестоких язычников. Считается, что характеристика епископа сильно преувеличена, а сам он, скорее всего, никогда не видел мадьяров, руководствуясь в первую очередь чужими, в том числе античными, текстами. Его описание боевой тактики мадьяров содержит неточности, зато совпадает с классическими стереотипами о тактике кочевых племён, между которыми античные авторы зачастую не видели разницы.
Повествование второй книги заканчивается смертью короля Италии Беренгара I, деда Беренгара II, в 924 году. Во вступлении к третьей книге Лиутпранд объявляет, что ставит главной задачей сочинения изобличение Беренгара II и его супруги Виллы Тосканской, причинивших ему зло, а также благодарение тех, кто, напротив, помогал ему. В связи с этим он даёт труду новое название: Antapodosis, что по-гречески означает «воздаяние». В третьей книге описывается история Италии, Бургундии и Византии до 935 года. В четвёртой книге Лиутпранд продолжает описание событий в Италии, но также включает в повествование Германию. Для описания событий этого времени он, по собственному признанию, пользуется рассказами других людей.
Пятая книга посвящена истории Италии и Византии до 947 года. Шестая книга начинается с рассказа о посольстве Лиутпранда в Византию в 949 году, но повествование обрывается. Известно, что шестая книга была написана уже после коронации Оттона I императором в 962 году. Поэтому некоторые историки предполагают, что Лиутпранд собирался довести повествование до свержения и пленения Беренгара Оттоном, а кульминацией, завершающей повествование, должна была стать коронация.
Многие элементы повествования связаны с личными воспоминаниями Лиутпранда. В «Антаподосисе» редки указания на точные даты, повествования об исторических событиях зачастую не связаны между собой, а их подбор во многом основывается на субъективном мнении Лиутпранда. В тексте много иронии, Лиутпранд часто отсылается к произведениям античной классики и Библии, вставляет цитаты и стихотворения, в том числе собственного сочинения, а также обширные отрывки на греческом. Назидательный характер повторяющегося мотива о «божественном воздании» за добрые и злые дела сближает «Антаподосис» с гомилетической литературой.
Некоторые историки сомневаются в искренности причин написания «Антаподосиса», выраженных самим автором. Филипп Бюк отмечал сходство «Антаподосиса» с Gesta Berengarii imperatoris — панегириком, прославляющим род Беренгаров, и предположил, что «Антаподосис» мог мыслиться как своеобразный ответ этому произведению, вступающий с ним в полемику. Бюк также считал, что возможной целью написания могло быть оправдание захвата Италии Оттоном I. Неизвестно также, кто был целевой аудиторией произведения — читатели вне Германии или же, наоборот, саксонская знать.

### Деяния Оттона
«Деяния Оттона» (лат. Gesta Ottonis, тж. De rebus gestis Ottonis) состоят из 22 глав и описывают историю правления императора Оттона Великого с 960 по 964 год и подробности его второго похода в Италию, в результате которого был свергнут папа Иоанн XII. В сочинении Лиутпранд восхваляет Оттона и критикует его политических противников, например, римлян во время его конфликта Иоанном. Оправдывая действия Оттона, некоторые факты Лиутпранд умалчивает — например, не упоминает синод 964 года, признавший избрание папой Льва VIII, лояльного Оттону, незаконным.
По предположению медиевиста И. Дьяконова, Лиутпранд писал «Деяния Оттона» в Германии после возвращения из посольства в Рима в 963 году, но до смерти Льва VIII в марте 965 года. Сам епископ не озаглавил незаконченный труд; известные названия — «Деяния Оттона» или «История Оттона» (лат. Historia Ottonis) — присвоены тексту средневековыми публикаторами. В отличие от «Антаподосиса», в «Деяниях Оттона» нет вставок на греческом языке.

### Посольство в Константинополь к императору Никифору Фоке
«Посольство в Константинополь к императору Никифору Фоке» или «Донесение о посольстве в Константинополь» (лат. Relatio de legatione Constantinopolitana ad Nicephorum Phocam) — отчёт Лиутпранда Оттону I и Оттону II о посольстве 968 года. В тексте Лиутпранд, чтобы отвлечь внимание адресатов от факта провала дипломатической миссии, много критикует византийцев, а прежде всего — самого императора, Никифора II Фоку. Лиутпранд подробно описывает содержание своих споров с Никифором, в том числе о праве Оттона I на титул императора Священной Римской империи. Благодаря этому «Посольство…» — один из источников по римско-византийской полемике о правопреемстве Римской империи, а также по особенностям дипломатии и устройстве императорского двора Византии X века. Текст дошёл до наших дней благодаря ныне утерянной Трирской рукописи, которая стала основой для первого издания сочинения Генрихом Канизием в 1600 году.

### Пасхальная гомилия
«Пасхальная гомилия» (лат. Homelia Paschalis) — единственное религиозное произведение Лиутпранда. В нём Лиутпранд обращается к собеседнику-иудею, опровергая его аргументы против некоторых христианских догматов. Возможно, для своего времени это первое произведение подобного жанра, написанное к северу от Альп. «Пасхальная гомилия» в течение долгого времени не была известна историкам, рукопись с этим текстом была найдена только в 1980-е.

## Изучение и признание
Историографические труды Лиутпранда, в особенности «Антаподосис», высоко ценились средневековыми европейскими авторами и были для них одними из важнейших источников информации по истории X века. В X—XII веках «Антаподосис» и «Деяния Оттона» активно распространялись в Германии; найдено около 20 рукописей с этими текстами. В Новое время изучение наследия авторов оттоновской литературы, в том числе и Лиутпранда, в западноевропейской историографии началось в XIX веке. В середине XX века интерес европейских исследователей к личности, взглядам и особенностям творчества Лиутпранда заметно возрос.
Историки долгое время считали содержание сочинений Лиутпранда недостоверным из-за его предвзятости. Например, Мартин Линцель считал, что целью написания «Посольства…» было распространение антигреческих настроений в Италии в преддверии очередной войны с Византией, а сам текст, таким образом, можно считать «политическим заказом». Линцель также писал, что в своих сочинениях «Лиутпранд любил фантазировать и пересказывать анекдоты». Однако впоследствии оценки учёных стали более благосклонными: несмотря на субъективность Лиутпранда, его труды содержат множество мелких фактических подробностей. Историк Роберт Хольцманн назвал его «самым выдающимся историком своего времени», а византинист Георгий Острогорский в своей «Истории византийского государства» написал, что «Посольство…» имеет «неоценимое культурно-историческое значение».

## Публикации сочинений и переводов
- Ratherii Veronensis episcopi opera omnia, juxta editionem Veronensis, anno 1765, curantibus Petro et Hieronymo fratribus Balleriniis, presbyteris Veronensibus, datam, ad prelum revocata : accedunt Liutprandi Cremonensis necnon Folquini S. Bertini monachi, Gunzonis diaconi Novariensis, Richardi abbatis Floriacensis, Adalberti Metensis scholastici ; scripta vel scriptorum fragmenta quae exstant // Patrologiae cursus completus : sive biblioteca universalis, integra, uniformis, commoda, oeconomica, omnium SS. Patrum, doctorum scriptorumque eccelesiasticorum :  [лат.] / accurante J.-P. Migne. — Parisiis : Apud Garnier Fratres, 1881. — Т. CXXXVI. — Col. 783—1180. — 1348 col.
- Liudprandus Cremonensis opera omnia :  [лат.] / cura et studio P. Chiesa. — Turnhout : Brepols, 2001. — 151 p. — (Instrumenta lexicologica Latina, Series A, Enumeratio formarum, concordantia formarum, index formarum a tergo ordinatarum, fasc. 105; Corpus Christianorum, Continuatio Mediaevalis, 156). — ISBN 2-503-64562-3.
- The Works of Liudprand of Cremona / translated for the first time into English with an introduction by F. A. Wright. — New York : E. P. Dutton & company, 1930. — 287 p. — (Broadway medieval library).
- The Complete Works of Liudprand of Cremona / transl. by Paolo Squatriti. — Washington, D.C. : Catholic University of America Press, 2014. — 311 p. — (Medieval Texts in Translation). — ISBN 978-0-8132-1696-6.
- Лиутпранд Кремонский. Антаподосис; Книга об Оттоне; Отчет о посольстве в Константинополь / Перевод с лат. и комментарии И. В. Дьяконова. — М. : «SPSL» — «Русская панорама», 2006. — 192 с. — (MEDIÆVALIA: средневековые литературные памятники и источники). — 1200 экз. — ISBN 5-93165-160-8.

## Комментарии
1. ↑  Можно предположить, что Лиутпранд родился в Павии, так как детство и юность он провёл там, но точное место рождения неизвестно[1].
2. ↑  Речь идёт о регионах Беневенто (объединённом с княжеством Капуя) и Сполето[10][11].
3. ↑  «Martin Lintzel has noted that it is known that ‘Liudprand liked to fantasize and relate anecdotes’»[34].